# منطق ثنائي-ترانزستور

مخطط لبوابة DTL NAND منطقية أولية.

منطق الثنائي والترانزستور أو منطق الدايود والترانزستور (بالإنجليزية: Diode–Transistor Logic)‏ (DTL) هو أحد عوائل الدوائر الرقمية المبنية من مقاحل ثنائية الوصلة (م ث أ - BJT)، ثنائيات ومقاومات; وهو أيضا السلف المباشر لمنطق ترانزستور-ترانزستور. تعرف بأسم منطق الدايود-الترانزستور لأن وظيفة البوابة المنطقية (AND، على سبيل المثال) تنجز بواسطة شبكة ثنائي بينما وظيفة التكبير تتم بواسطة ترانزستور (مقارنة بـ RTL وTTL).

## العملية
بوجود دائرة التكبير الموضحة بالصورة، يلزم وجود فولتية انحياز سالبة عند القاعدة وذلك لمنع أي عملية غير مستقرة أو غير مشروعة. بالمثل، ولزيادة قدرة الخرج (fan-out) للبوابة، يمكن إضافة ترانزستور وثثنائي. في منظومة آي بي أم 1401 تم اعتماد دوائر DTL كثيرة الشبه بهذه الدائرة المبسطة، إلا أنه تم التغلب على مشكلة انزياح القاعدة التي شرحت أعلاه بالتبديل بين بوابتين من نوع NPN وPNP تعملان بمصادر تغذية مختلفة بدلاً من إضافة ثنائيات أخرى.
في الدوائر المتكاملة، يقوم ثنائيان محل المقاومة R3 لمنع أي تيار قاعدة أثناء وجود مدخلين أو أكثر في مستوى منطقي منخفض. كذلك تم الاستغناء عن المقاومة. R4 كما أن الدارة المتكاملة تعمل على مصدر تغذية واحد.

## مشكلة السرعة
أحد أهم مزايا هذه التقنية مقارنة بسابقتها (منطق مقاومة-ترانزستور) هو العدد الكبير في مدخلاتها (fan-in). لكن مشكلة أخرى تنشأ وهي أن زمن الانتشار ما زال أطول نسبياً. عندما يصبح الترانزستور في حالة إشباع نتيجة مرور جميع المدخلات بالمنطق العالي، فإن الشحنة تخزن في منطقة القاعدة. وعند خروجه من منطقة الإشباع (بعد أن يعود مدخل إلى المنطق المنخفض) فإن هذه الشحنة تستغرق وقتاً طويلاً في التفريغ. للتقليل من هذه المشكلة، يمكن وصل مقاومة إلى فولتية سالبة عند قاعدة الترانزستور وهذا يساعد في إزالة حاملات الأقلية من القاعدة.
تم حل المشكلة السابقة في دائرة TTL بإبدال الثنائيات الموجودة في دائرة DTL بترانزستور متعدد الباعث، والذي يقلل أيضا وبشكل طفيف المساحة اللازمة لكل بوابة عند تضمين الدائرة المتكاملة.

## CTDL
هناك طريقة أخرى لتسريع دائرة DTL بإضافة مكثفة على التوازي مع المقاومة R3، ومحاثة صغيرة على التوالي مع R2. استعملت هذه التقنية في IBM 1401، وأطلق عليها CTDL (منطق ثنائي-ترانزستور متمم).